# Герб Віли-Поки-де-Агіара
Ге́рб Ві́ли-По́ки-де-Агіа́ра — офіційний символ містечка Віла-Пока-де-Агіар, Португалія. Використовується як територіальний герб. У срібному щиті пучок із трьох зелених житніх колосків, перев'язаний червоною стрічкою. Обабіч дві чорні бджоли, промальовані золотом. У синій главі щита золотий орел із розправленими крилами. Під колосками чорна гора із двома вершинами, пересічена річкою з двох срібних і однієї синьої хвилястої смуги, яка витікає посередині між вершинами. Щит увінчує срібна мурована містечкова корона з чотирма вежами.  Під щитом біла стрічка, на якій великими літерами напис португальською: «Vila Pouca de Aguiar» (Віла-Пока-де-Агіар).  Офіційно затверджений 8 жовтня 1940 року.  

## Галерея

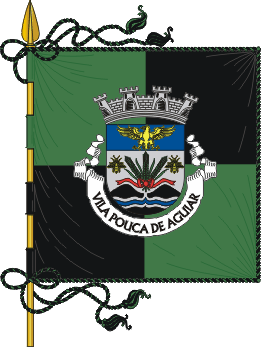
Прапор